# Précigné
 Précigné  es una población y comuna francesa, situada en la región de Países del Loira, departamento de Sarthe, en el distrito de La Flèche y cantón de Sablé-sur-Sarthe.

## Demografía
| 2376 | 2145 | 2111 | 2110 | 2299 | 2645 |
| Para los censos de 1962 a 1999 la población legal corresponde a la población sin duplicidades (Fuente: INSEE [Consultar]) |      |      |      |      |      |